# Fuck tha Police
Singles de N.W.A
Straight Outta Compton
(1988) Gangsta Gangsta
(1988)
Fuck tha Police est une chanson du groupe de hip-hop américain N.W.A., sortie en août 1988. Elle est le deuxième single de leur premier album studio, Straight Outta Compton.
Titre le plus connu et emblématique de N.W.A., ses lyrics (paroles) visent avec violence la police, dans le cadre des tensions entre les jeunes Afro-Américains et les forces de l'ordre. Le FBI, au vu des paroles, adressera une lettre d'avertissement au groupe de Compton. Ironiquement, cela participera à la légende de N.W.A., qui se présente, dès lors, comme « le groupe le plus dangereux du monde » (The World's Most Dangerous Group).
Cette chanson aura un grand impact dans la musique hip-hop et influencera de nombreux artistes, tels que Rage Against the Machine ou Dope.

## Histoire

### Composition et postérité
Fuck tha Police est composée par Ice Cube et MC Ren. Le groupe aborde sans euphémisme les brutalités commises par la police américaine, mettant en avant les arrestations au faciès et les gardes à vue injustifiées.
La chanson fut classée 425e dans le classement des 500 plus grandes chansons de tous les temps du magazine Rolling Stone.

### Conflit avec le FBI
Peu après la sortie de la chanson, le FBI envoie une lettre à Ruthless Records, le label de N.W.A. L'organisation argue que les paroles de Fuck tha Police sont trop explicites et incitent à la violence envers les représentants de l'ordre.

## Classements
| Classement (2015)              | Meilleure place |
| ------------------------------ | --------------- |
| Australie (ARIA)               | 49              |
| États-Unis (R&B/Hip-Hop Songs) | 25              |
| Royaume-Uni (UK Singles Chart) | 97              |